# Biografielijst Os

## Os

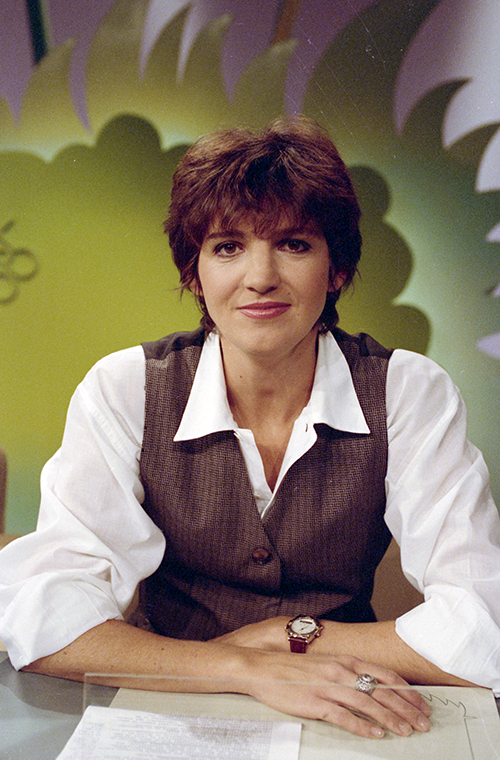
Martine van Os (in 1992)

- Alexander Os (1980), Noors biatleet
- Arie van Os (1937), Nederlands zakenman en (voetbal)bestuurder
- Ben van Os (1944-2012), Nederlands production designer en artdirector
- Dirck van Os (1556-1615), Amsterdams koopman
- Frederik van Os (1907-2001), Nederlands farmacoloog en hoogleraar
- Georgius Jacobus Johannes van Os (1782-1861), Nederlands kunstschilder
- Henk van Os (1938-2025), Nederlands kunsthistoricus, hoogleraar en museumdirecteur
- Jan van Os (1744-1808), Nederlands kunstschilder
- Jim van Os (1960), Nederlands hoogleraar
- Joos van Os (1997), Nederlands voetbalster
- Maria Margaretha van Os (1779-1862), Nederlands kunstschilderes
- Martine van Os (1957), Nederlands presentatrice en actrice
- Pieter van Os (1467-1542), Nederlands historicus en stadssecretaris
- Pieter van Os (1971), Nederlands schrijver en journalist
- Pieter Frederik van Os (1808-1892), Nederlands kunstschilder
- Pieter Gerardus van Os (1776-1839), Nederlands kunstschilder

## Osa
- Satoshi Osaki (1983), Japans atleet
- Thomas Osano (1970), Keniaans atleet
- Oludamola Osayomi (1986), Nigeriaans atlete

## Osb

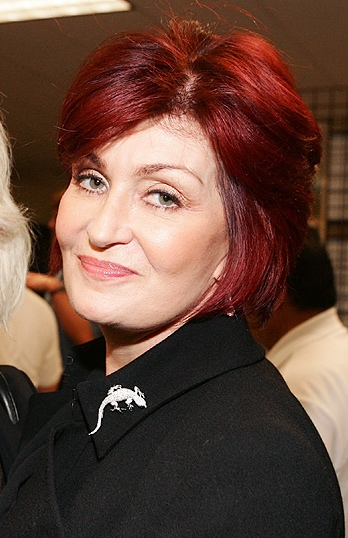
Sharon Osbourne (2007)

- Mario Osbén (1955), Chileens voetballer en voetbalcoach
- Manuel Osborne-Paradis (1984), Canadees alpineskiër
- Kelly Osbourne (1984), Brits zangeres
- Ozzy Osbourne (1948-2025), Brits zanger
- Sharon Osbourne (1952), Brits muziekpromotor
- Carl Osburn, (1884-1966) Amerikaans schutter

## Osc
- Suzanna Martha Frederika van Osch (1942-2008), Indonesische actrice
- Cornelia Oschkenat (1961), Duits atlete
- Oscar I van Zweden (1799-1859), koning van Zweden en Noorwegen
- Oscar II van Zweden (1829-1907), koning van Zweden en Noorwegen

## Ose
- Tinus Osendarp (1916-2002), Nederlands atleet en SS'er

## Osg
- Peter Osgood (1947-2006), Engels voetballer

## Osh
- Tony O'Shea (1961), Engels darter
- O-Shen (1978), Papoea-Nieuw-Guinees rapper
- Douglas Osheroff (1945), Amerikaans natuurkundige en Nobelprijswinnaar
- Kazuya Oshima (1987), Japans autocoureur
- Megumi Oshima (1975), Japans atlete
- Nagisa Oshima (1932-2013), Japans filmregisseur

## Osi
- Ivan Osiier (1888-1965), Deens schermer
- Camilo Osias (1889-1976), Filipijns politicus en schrijver
- Holger Osieck (1948), Duits voetbaltrainer
- Ivica Osim (1941-2022), Bosnisch en Joegoslavisch voetballer en trainer
- Alla Osipenko (1932-2025), Sovjet-Russisch balletdanseres
- Natalia Osipova (1986), Russisch ballerina

## Osj
- Nikolaj Osjanin (1941-2022), Russisch voetballer

## Osk
- Hans Oskamp (1936-1990), Nederlands taalkundige en politicus
- Lee Oskar (1948), Deens mondharmonicaspeler
- Mehrdad Oskouei (1969), Iraans filmmaker

## Osl
- Vinko Ošlak (1947), Sloveens filosoof en schrijver

## Osm

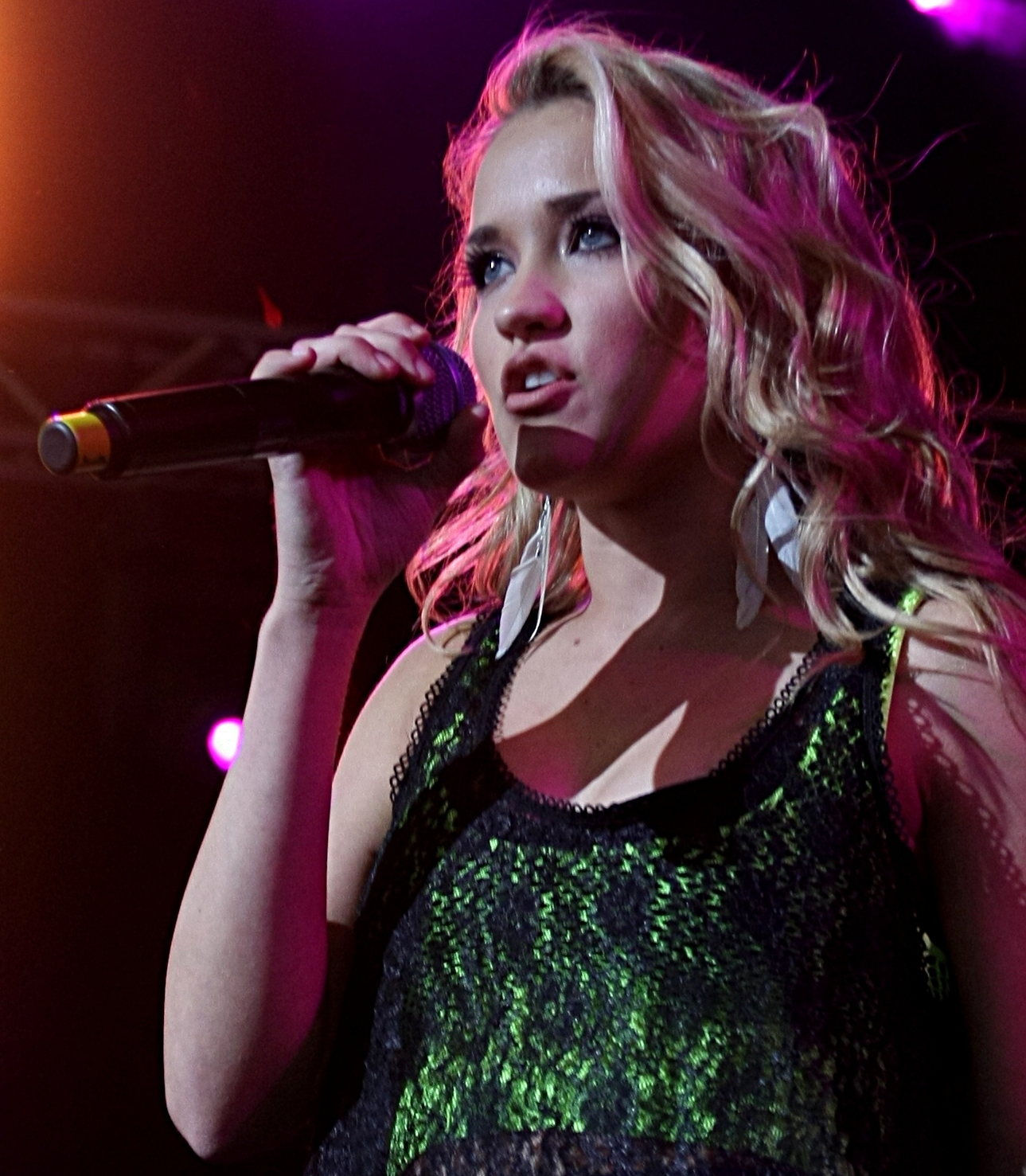
Emily Osment

- Osman I (1259-1326), stichter van het Ottomaanse Rijk
- Osman II (1604-1622), sultan van het Ottomaanse Rijk
- Osman III (1699-1757), sultan van het Ottomaanse Rijk
- Aden Abdullah Osman Daar (1908-2007), Somalisch politicus, eerste president van Somalië
- Farida Osman (1995), Egyptisch zwemster
- Leon Osman (1981), Engels voetballer
- Salih Mahmoud Osman (1957), Soedanees advocaat en politicus
- John Henry Osmeña (1935-2021), Filipijns politicus
- Sergio Osmeña (1878-1961), Filipijns politicus en president van de Filipijnen
- Emily Osment (1992), Amerikaans actrice en zangeres
- Haley Joel Osment (1988), Amerikaans acteur
- Halszka Osmólska (1930-2008), Pools paleontologe
- Donny Osmond (1957), Amerikaans zanger, musicus, acteur en danser
- Kaetlyn Osmond (1995), Canadees kunstschaatsster

## Oso
- Osorkon de Oudere, vijfde farao van de 21e Dynastie
- Elsa Osorio (1952), Argentijns schrijfster
- Juan Carlos Osorio (1961), Colombiaans voetballer
- Ricardo Osorio (1981), Mexicaans voetballer
- Osorkon I, farao van de 22e Dynastie
- Osorkon II, farao van de 22e Dynastie
- Osorkon III, farao van de 23e Dynastie
- Osorkon IV, farao van de 23e Dynastie
- Ondoro Osoro (1967), Keniaans atleet
- Matic Osovnikar (1980), Sloveens atleet

## Osp
- Filip Ospalý (1976), Tsjechisch triatleet, duatleet en aquatleet
- David Ospina (1988), Colombiaans voetballer
- Hernando Calvo Ospina (1961), Colombiaans journalist en schrijver

## Osr
- Osric (?-633/34), koning van Deira
- Osroes I,(1e eeuw) koning van de Parthen

## Oss
- Marie van Oss (±1430-1507), abdis in Birgittijnenklooster
- Daniel Oss (1987), Italiaans wielrenner
- Sonja Johanna Ossedrijver (artiestennaam Sonja Bernd't, 1938-2023), Nederlands zangeres en sieradenmaakster
- Erna van Osselen (1903-1989), Nederlands kunstenares
- Enrique Osses (1974), Chileens voetbalscheidsrechter
- Carl von Ossietzky (1889-1938), Duits politicus
- Ossius van Córdoba (±257-±359), bisschop van Córdoba
- Raffaello Ossola (1954), Zwitsers kunstschilder

## Ost

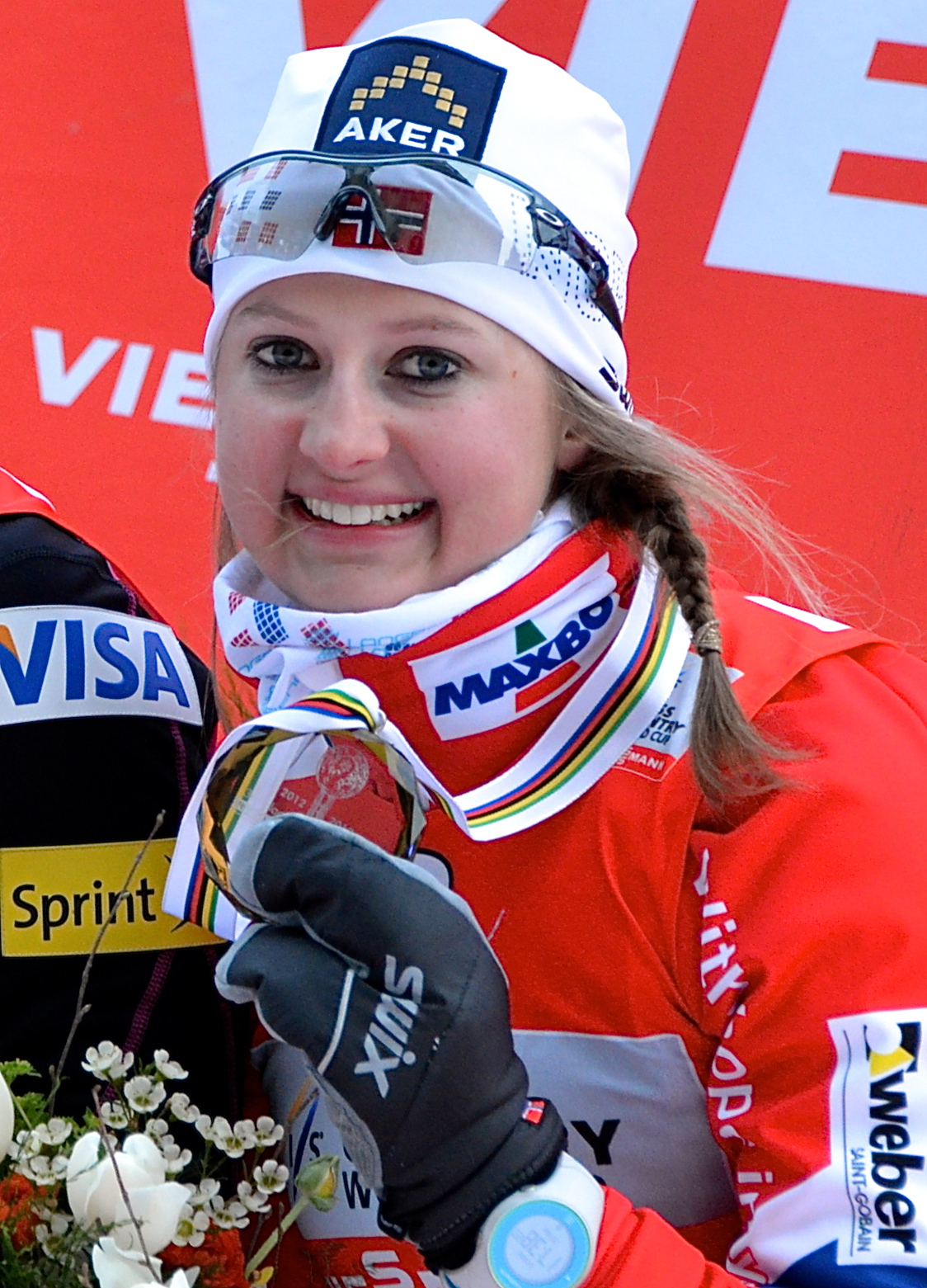
Ingvild Flugstad Østberg

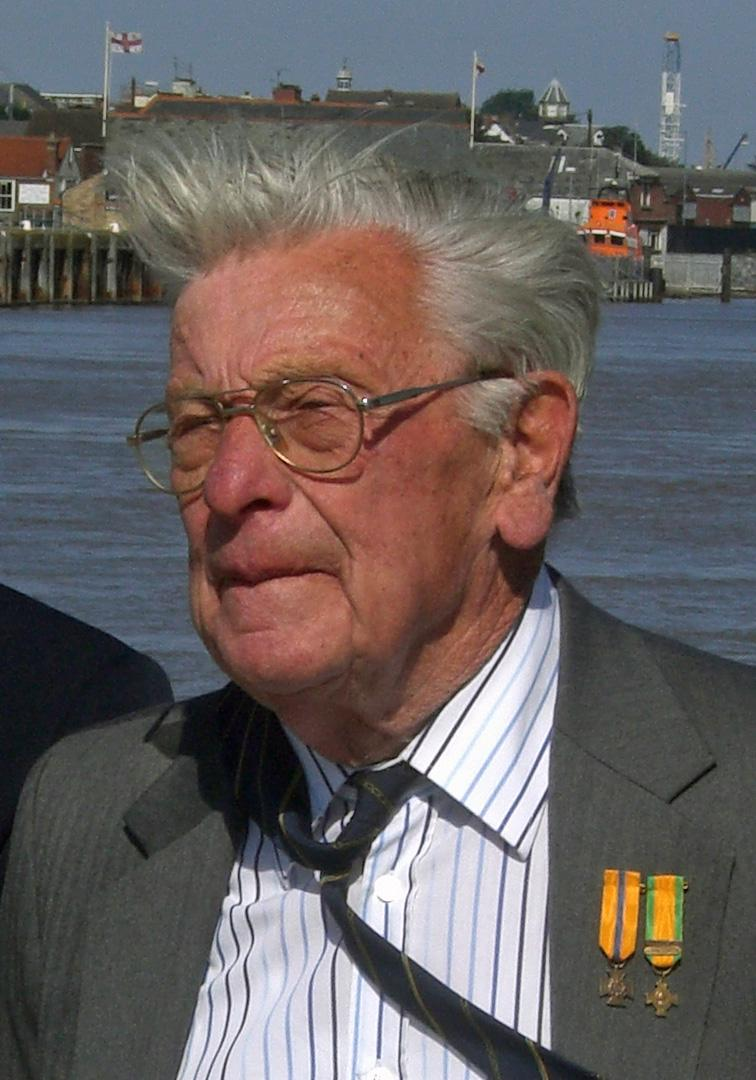
John Osten

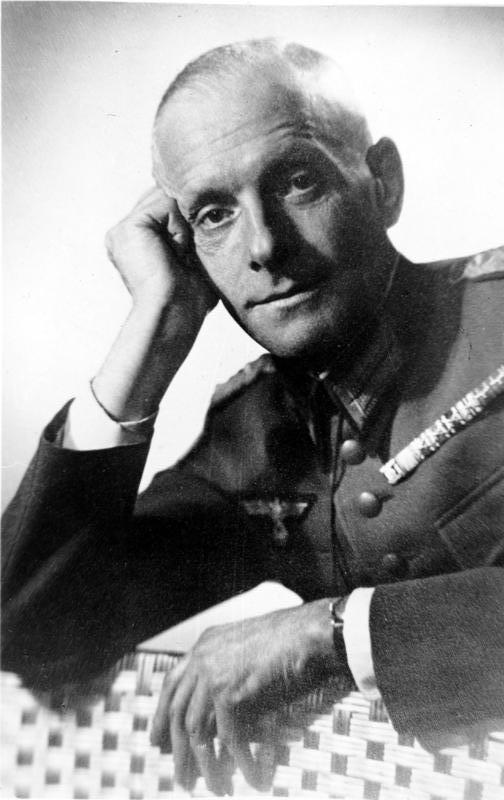
Hans Oster

- Alfred Ost (1884-1945), Belgisch kunstschilder
- Daniël Ost (1955), Belgisch bloemenkunstenaar
- Danny Ost (1960), Belgisch voetballer en voetbaltrainer
- Isabell Ost (1988), Duits langebaanschaatsster
- Chris van Osta (1916-1992), Nederlands atleet
- Adriaen van Ostade (1610-1685), Nederlands schilder
- Ben Van Ostade (1958), Belgisch acteur
- Isaac van Ostade (1621-1649), Nederlands schilder en tekenaar
- Pierre van Ostade (1917-2005), Nederlands radio- en televisiepresentator
- Franciscus van Ostaden (1896-1961), Nederlands auteur
- Paul van Ostaijen (1896-1928), Belgisch dichter
- Jeļena Ostapenko (1997), Lets tennisster
- Ingvild Flugstad Østberg (1990), Noors langlaufster
- Mads Østberg (1987), Noors rallyrijder
- Joel Osteen (1963), Amerikaans schrijver en televangelist
- Johannes Osten (1879-1965), Nederlands schermer en militair
- John Osten (1920-2010), Nederlands Engelandvaarder
- Pierre Jacques Osten (1758-1814), generaal in het leger van Napoleon Bonaparte
- Werner Ostendorff (1903-1945), Duits generaal van de Waffen-SS
- Carl Robert Osten-Sacken (1828-1906), Russisch aristocraat, diplomaat en entomoloog
- Egil Østenstad (1972), Noors voetballer
- Annemarie Oster (1942), Nederlands actrice
- Fred Oster (1936), Nederlands televisiepresentator, -regisseur en -producent
- Guus Oster (1915-1984), Nederlands acteur en producer
- Hans Oster (1887-1945), Duits militair en verzetsman
- Ton Oster (1938), Nederlands politicus
- Milan Osterc (1975), Sloveens voetballer
- Jan Erik Østergaard (1961), Deens wielrenner
- Morten Østergaard (1976), Deens politicus
- Niki Østergaard (1988), Deens wielrenner
- Steen Østergaard (1935), Deens meubelontwerper
- Ab Osterhaus (1948), Nederlands viroloog
- Eric Osterling (1926-2005), Amerikaans componist, muziekpedagoog en dirigent
- Lilia Osterloh (1978), Amerikaans tennisster
- Lisa Ostermann (1991), Nederlands cabaretière, actrice en zangeres
- Corny Ostermann (1911-?), Duits drummer en orkestleider
- Micheline Ostermeyer (1922-2001), Frans atlete en pianiste
- Ricki Osterthun (1964), Duits tennisser
- Mo Ostin (1927-2022), Amerikaans muziekproducent
- Alexander Östlund (1978), Zweeds voetballer
- Peder Østlund (1872-1939), Noors langebaanschaatser
- Tanja Ostojić (1972), Servisch feministisch kunstenares
- Publius Ostorius Scapula (?-52), Romeins staatsman en generaal
- Quintus Ostorius Scapula, Romeins politicus
- Christopher Ostorodt (1560-1611), Duits/Pools theoloog
- O.S.T.R. (1980), Pools rapper en muziekproducent
- Deborah Ostrega (1973), Vlaams zangeres en presentatrice
- Michail Ostrogradski (1801-1862), Russisch/Oekraïens wis- en natuurkundige
- Elinor Ostrom (1933-2012), Amerikaans econoom
- John Ostrom (1928-2005), Amerikaans paleontoloog
- Magnus Öström (1965), Zweeds jazzdrummer
- Hersch Ostropoler (1750-1800), Joods komiek, cabaretier en nar
- Aleksandr Ostrovski (1823-1886), Russisch toneelschrijver
- Jakov Ostrovski (1927), (Sovjet-)Russisch jurist, diplomaat en hoogleraar
- Nikolaj Ostrovski (1904-1936), Russisch/Oekraïens schrijver
- Ilona Ostrowska (1974), Pools actrice
- Marek Ostrowski (1959-2017), Pools voetballer
- Matthias Ostrzolek (1990), Pools voetballer
- Wilhelm Ostwald (1853-1932), Duits scheikundige en hoogleraar

## Osu

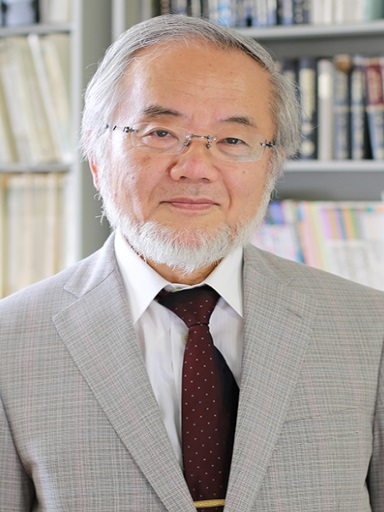
Yoshinori Osumi

- Sayuri Osuga (1980), Japans langebaanschaatsster en wielrenster
- Denis O'Sullivan (1948), Iers golfer
- Denis J. O'Sullivan (1918-1987), Iers politicus
- Gilbert O'Sullivan (1946), Iers zanger en songwriter
- Gillian O'Sullivan (1976), Iers atlete
- Hazel O'Sullivan (1988), Iers fotomodel
- Jean-Patrice O'Sullivan (1776-1846), Zuid-Nederlands edelman
- Joseph-Denis O'Sullivan (1771-1848), Belgisch edelman
- Mark O'Sullivan (1981), Iers golfer
- Maureen O'Sullivan (1911-1998), Iers actrice
- Paul O'Sullivan (1964-2012), Canadees acteur
- Richard O'Sullivan (1944), Engels acteur
- Ronnie O'Sullivan (1975), Engels snookerspeler
- Sonia O'Sullivan (1969), Iers atlete
- Tommy O'Sullivan (1961), Iers gitarist en zanger
- Zak O'Sullivan (2005), Brits-Iers autocoureur
- Yoshinori Osumi (1945), Japans celbioloog en Nobelprijswinnaar
- Francisco de Osuna, Spaans mysticus en schrijver
- José Guadalupe Osuna (1955), Mexicaans politicus
- Román Osuna (1989), Spaans wielrenner

## Osv
- Osvaldo (1987), Braziliaans voetballer
- Pablo Osvaldo (1986), Italiaans/Argentijns voetballer

## Osw

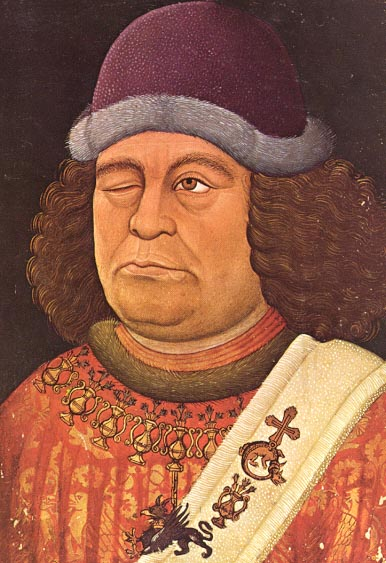
Oswald von Wolkenstein

- Oswald van Northumbria (±604-642), koning van Northumbria
- Oswald van York (±925-992), Engels bisschop
- Oswald von Wolkenstein (1366/76-1445), Duits dichter, componist en diplomaat
- Lee Harvey Oswald (1939-1963), Amerikaans (waarschijnlijke) moordenaar van John F. Kennedy
- Philipp Oswald (1986), Oostenrijks tennisser
- Patton Oswalt (1969), Amerikaans acteur
- Oswiu (±612-670), koning van Bernicia en Northumbria
- Oswulf van Northumbria (?-759), koning van Northumbria